# 海底歷奇
《海底歷奇》（英語：Sea World Explorers）是香港電台電視部和索卡羅文化傳播有限公司拍攝製作的資訊性紀實節目，全節目共6集，由程乃根擔任旁述。

## 每集主題
節目主要紀錄香港和中國的海底生態和相關的歷史，當中包括到訪浙江東極島觀看二次大戰沉船「里斯本丸」的遺骸。
| 集數 | 播映日期 | 主題     | 編導   |
| 01   | 2月9日   | 南海一號 | 劉健倫 |
| 02   | 2月16日  | 里斯本丸 | 劉健倫 |
| 03   | 2月23日  | 沉船之後 | 劉健倫 |
| 04   | 3月1日   | 張保仔   | 劉健倫 |
| 05   | 3月8日   | 西樵山   | 劉健倫 |
| 06   | 3月15日  | 海之丘   | 勞敏琪 |

## 獎項
- 2008電視節目欣賞指數第一階段第3位[4]
- 2008年度電視欣賞指數調查最佳節目頒獎禮
  - 最佳電視節目第九位[5]

## 影碟發行
香港電台電視部授權洲立影視有限公司於2010年12月推出發行了《海底歷奇》DVD影碟零售版本，此影碟收錄全套6集，設有粵語發音版本，自選開啟或關閉繁體中文字幕，另外此影碟不設目錄選單。

## 外部連結
- 香港電台電視節目資料庫相關網站 - 海底歷奇[]